# Aquí estoy yo (canción de Juan Camacho)
«Aquí estoy yo» es una canción del cantante Juan Camacho que se editó en 1977 para el sello CBS, convirtiéndose en su primera producción. 
La canción fue compuesta en 1975 con la intención de ser incluida en el LP A ti, mujer, aunque finalmente se quedó fuera. No alcanzó las cotas de los sencillos anteriores pero sirvió para que el gran público siguiera requiriendo y admirando al cantante valenciano.
En la cara B le acompañó «Tú», una nueva creación original que curiosamente llevaba por título el mismo que otra melodía editada en el LP Juan Camacho.

## Ediciones internacionales
La canción «Aquí estoy yo» no sólo fue editada en España, sino que se aprovechó el tirón comercial cruzando el charco y siendo publicada en Argentina, Chile, Colombia y México. En este último país la caras del sencillo se invirtieron, convirtiéndose en la canción principal A, mientras que en Argentina la cara B era «Júrame», otros de los grandes éxitos del cantante valenciano.